# Водяне (Добровеличківська селищна громада)
Водяне́ — село в Україні, у Добровеличківській селищній громаді Новоукраїнського району Кіровоградської області. Населення становить 87 осіб. Орган місцевого самоврядування — Добровеличківська селищна рада.

## Населення
Згідно з переписом УРСР 1989 року чисельність наявного населення села становила 127 осіб, з яких 58 чоловіків та 69 жінок.
За переписом населення України 2001 року в селі мешкало 87 осіб.

### Мова
Розподіл населення за рідною мовою за даними перепису 2001 року:
| Мова       | Відсоток |
| ---------- | -------- |
| українська | 90,80 %  |
| російська  | 6,90 %   |
| молдовська | 2,30 %   |

## Відомі люди
- Шевченко Сергій Іванович (30 вересня 1958 — 29 вересня 2015) — кандидат історичних наук, вчений, краєзнавець, архівіст.